# 姜伯周
姜伯周（?—?），十六国时略阳郡（今甘肃省天水市东北）人。
姜伯周是苻洪妻子姜夫人的兄弟，苻健的舅父。351年，苻健即天王位、大单于位，立国号为大秦，建立前秦政权。任命苻菁为卫大将军、平昌公，雷弱儿为太尉，毛贵为司空，姜伯周为尚书令，梁楞为左仆射，王堕为右仆射，鱼遵为太子太师，强平为太傅，段纯为太保，吕婆楼为散骑常侍。